# Paraamblyseius ogdeni
Paraamblyseius ogdeni är en spindeldjursart som beskrevs av De Leon 1966. Paraamblyseius ogdeni ingår i släktet Paraamblyseius och familjen Phytoseiidae. Inga underarter finns listade i Catalogue of Life.